# Andreas Heller
Andreas Heller (ur. 26 lipca 1952) – niemiecki architekt, żyjący i działający głównie na terenie Hamburga. 

## Życiorys
W 1989 założył studio architektoniczne Studio Andreas Heller GmbH. W 2001 został wpisany jako architekt na listę architektów prowadzoną przez Hamburgische Architektenkammer. Zaprojektował wiele budynków użyteczności publicznej na terenie północnych Niemiec.

## Projekty
- Buddenbrookhaus, Lübeck (2000)
- Günter Grass-Haus, Lübeck (2002)
- Museum für Kommunikation Frankfurt (2004)
- HSV-Museum, Hamburg (2004)
- Deutsches Auswandererhaus, Bremerhaven (2005)
- Gelehrtenschule des Johanneums, Hamburg (2007)
- Europäisches Hansemuseum, Lübeck

## Nagrody i wyróżnienia
- Europäischer Museumspreis für das Deutsche Auswandererhaus, 2007
- Museumspreis 2002 des Europarates für das Buddenbrookhaus, 2002
- Goldmedaille der Weltausstellung EXPO 2000, 2001
- BDA Gold Award San Francisco für das Studio-Design "ran", 1999